# 12939 Ignassnellen
12939 Ignassnellen è un asteroide della fascia principale interna. Scoperto nel 1960, presenta un'orbita caratterizzata da un semiasse maggiore pari a 2,312773 UA e da un'eccentricità di 0,171785, inclinata di 11,774964° rispetto all'eclittica.
Ignas Snellen è un astronomo olandese, specializzato nello studio degli esopianeti. Dal 2022, è direttore scientifico dell’Osservatorio di Leida. Ignas è un comunicatore appassionato e spesso interviene come esperto nei media nazionali olandesi.